# 大阪でもまれた男
『大阪でもまれた男』（おおさか-おとこ）は、日本の音楽グループであるTHE BOOMが1999年5月12日に発表した21枚目のシングル。

## 解説
この曲を収録したアルバム『No Control』が同時発売。
THE BOOMとしては、1991年発表シングル「みちづれ」以来7年半ぶりに、久々のスカを取り入れた楽曲。
大阪をテーマに名物、ボーカル・宮沢和史の体験談などをユーモラスな歌詞にしたもので、ライブでもかなり盛り上がる楽曲となっている。
本楽曲はDJの異なる2タイプが存在、1曲目は浜村淳、2曲目はオセロがDJを担当。アルバム『No Control』収録は浜村DJバージョン。

## 収録曲
全曲作詞・作曲：宮沢和史
1. 大阪でもまれた男（featuring 浜村淳）
2. 大阪でもまれた男（featuring オセロ）
3. 大阪でもまれた男（ORIGINAL INSTRUMENTAL）

## 収録アルバム
- アルバム『No Control』(#1)
- オムニバスアルバム「77-SONGS of OSAKA」(#2)